# Kamptee

Kamptee (eller Kamthi) är en stad i Vidarbharegionen i centrala Indien, och tillhör distriktet Nagpur i delstaten Maharashtra. Den är distriktets näst största stad och hade 86 793 invånare vid folkräkningen 2011. Hela storstadsområdet hade 135 936 invånare 2011, inklusive Kamptee Cantonment, Kanhan och Tekadi.
Kamptee hade under brittisk tid en stark garnison. Sedan lång tid pågår i staden en betydande handel med boskap, bomullsvaror, salt och trä.